# Batalla de Bréville
La batalla de Bréville fue librada por la 6.ª División Aerotransportada británica y la 346.ª División de Infantería alemana, entre el 8 y el 13 de junio de 1944, durante las primeras fases de la invasión de Normandía en la Segunda Guerra Mundial.
En junio de 1944, unidades de la 346.ª División de Infantería ocuparon Bréville-les-Monts, una aldea en una línea divisoria de aguas entre los ríos Orne y Dives. Desde este punto de vista, pudieron observar las posiciones de la 6.ª División Aerotransportada, defendiendo los puentes del río Orne y el Canal de Caen y más allá de ellos la playa de Sword, en Ouistreham, tomada por los británicos. Después de varios ataques alemanes contra posiciones británicas desde Bréville-les-Monts, la captura de la aldea se volvió esencial para asegurar las posiciones de la 6.ª División Aerotransportada y proteger la cabeza de playa aliada.
El ataque británico ocurrió durante la noche del 12 al 13 de junio de 1944, cuando el mayor general Richard Nelson Gale comprometió sus únicas reservas, el 12.º Batallón de Paracaidistas (Yorkshire), una compañía del 12 ° Batallón, el Regimiento de Devonshire y la 22.º Compañía Independiente de Paracaidistas. Para apoyar el ataque, se asignó a la división un escuadrón de tanques de los 13.º y 18.º Húsares Reales y cinco regimientos de artillería. El asalto tuvo que gestionar tanto el fuego de artillería británico como el alemán, que mató o hirió a varios hombres, incluidos algunos oficiales superiores. Los atacantes finalmente llegaron y aseguraron la aldea. Sin embargo, todos los oficiales o sargentos mayores que participaron en el ataque resultaron muertos o heridos.
Después de la captura de Bréville, los alemanes nunca volvieron a intentar seriamente romper las líneas de la división aerotransportada. La división británica solo fue sometida a fuego esporádico de artillería y morteros. Esto duró hasta el 17 de agosto, cuando los alemanes comenzaron a retirarse y la 6.ª División Aerotransportada avanzó hacia el río Sena.

## Antecedentes
El 6 de junio de 1944, la 6.ª División Aerotransportada aterrizó en Normandía para asegurar el flanco izquierdo de la zona de aterrizaje británica. Los objetivos de la división eran capturar intactos el puente del canal de Caen, el puente del río Orne, destruir la batería de cañones Merville – que estaba en condiciones de entablar combate con tropas que desembarcaban en la cercana Sword – y los puentes que cruzaban el río Dives, este último para evitar que los refuerzos alemanes se acercasen a los desembarcos desde el este.

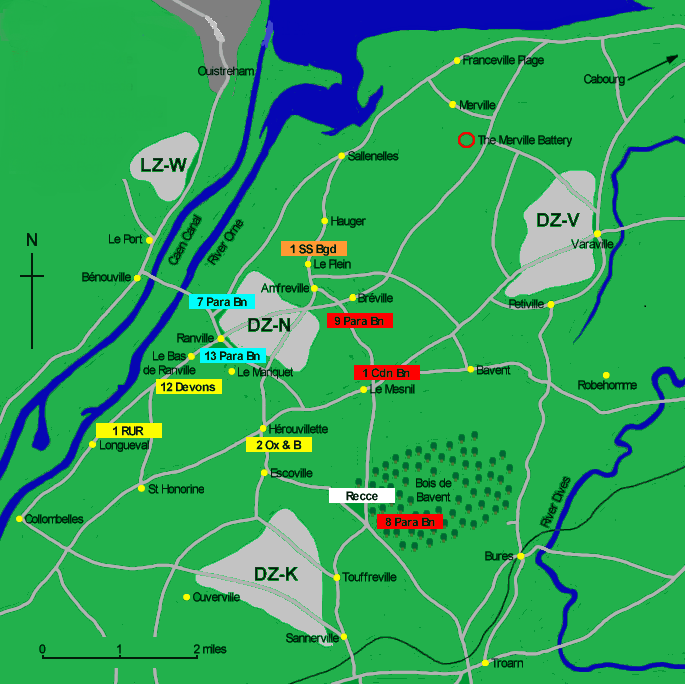
Posiciones de la 6.ª División Aerotransportada para el 7 de junio de 1944

Las dos brigadas de paracaidistas de la división, que aterrizaron en las primeras horas del 6 de junio, se dispersaron por el campo durante el lanzamiento en paracaídas. La mayoría de los batallones solo pudieron reunir alrededor del sesenta por ciento o menos de su fuerza total en las zonas de salto. Sin embargo, llevaron a cabo todos sus objetivos antes de que llegara la 6.ª División Aerotransportada en planeadores para reforzarlos a las 21:00 de esa noche.
La 6.ª División Aerotransportada, ahora con los comandos de la 1.ª Brigada de Servicios Especiales bajo el mando, tuvo que defender la cabeza de puente de Orne. Esta no fue una tarea fácil ya que tuvo que enfrentarse a elementos de la 21.ª División Panzer por el sur y a las Divisiones de Infantería 346.ª y 711.ª por el este.
Las brigadas de la división aerotransportada se prepararon para mantener las posiciones que habían capturado, con la 5.ª Brigada de Paracaidistas, como formación de profundidad de la división, excavada en el este del puente del río Orne. La 6.ª División Aerotransportada estaba en el sur entre Longueval y Hérouvillette.
Las dos brigadas restantes se atrincheraron a lo largo de una loma de terreno elevado que, si se perdía, ofrecía a los alemanes una posición para observar hacia abajo en la zona de aterrizaje británica. La 1.ª Brigada de Servicios Especiales estaba al norte en una línea que iba de Hameau Oger a Le Plain. Entre los comandos y la brigada aerotransportada estaba la 3.ª Brigada de Paracaidistas.
Sin embargo, su línea defensiva estaba incompleta, ya que el pequeño pueblo de Bréville-les-Monts, entre los comandos y la 3.ª Brigada de Paracaidistas, estaba en manos de los alemanes. Ubicados en la línea de la colina, dio a los alemanes una vista de Ranville, en el corazón de la posición británica, los dos puentes capturados y a la distancia Sword.

## Batalla

### 7 a 8 junio

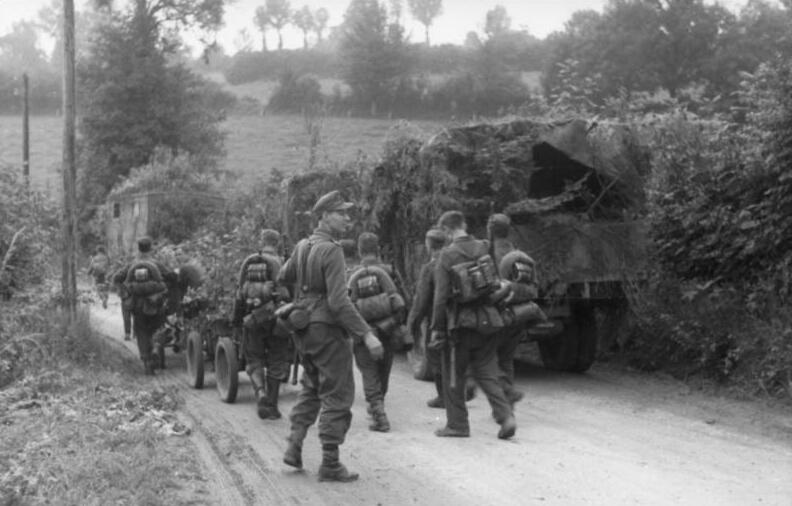
Tropas alemanas avanzando hacia el frente

A la 01:30 del 7 de junio, el 9.º Batallón de Paracaidistas, con sólo unos noventa hombres, marchó a través de la desocupada Bréville. Al llegar a la posición de la 3.ª Brigada de Paracaidistas, se ordenó al batallón de paracaidistas que excavara en el extremo norte de la línea de la brigada. Ellos serían los encargados de defender un área desde el Château St Come, a través de un claro en el bosque, hasta una casa conocida como Bois de Mont. Frente a ellos había un tramo de terreno abierto que conducía a Bréville-les-Monts y la carretera de Amfreville a Le Mesnil-les-Monts. Una escasez en su número dejó una gran brecha entre el 9.º Batallón de Paracaidistas y el Comando N.º 6, la unidad más meridional en la posición defensiva del comando, al norte.
La 346.ª División de Infantería alemana había llegado al área desde su base en El Havre. Su primer ataque, por parte del 744.º Regimiento de Granaderos, fue contra la 1.ª Brigada de Servicios Especiales. Atacando con fuerza, estaban cerca de romper la línea cuando el Comando N.º 3 contraatacó y los hizo retroceder. Más tarde en la mañana, el Comando N.º 6 fue objeto del fuego de artillería y morteros desde Bréville. Los comandos atacaron y despejaron la aldea de alemanes, capturando a varios prisioneros, algunas ametralladoras y cuatro piezas de artillería. Luego se retiraron a su posición original. Los alemanes volvieron a ocupar el pueblo y formaron sus propias posiciones defensivas, de cara a la línea de la colina defendida por la división aerotransportada. Sus posiciones también aislaron al 9.º Batallón de Paracaidistas, que estuvo casi aislado del resto de la división. Al día siguiente, una patrulla del 9.º Batallón de Paracaidistas reconoció el Château Saint Come. Lo encontraron abandonado, pero la presencia de ropa, equipo, alimentos a medio comer y una nómina de 50 000 francos franceses delataban la reciente ocupación alemana.
Unidades del 857.º Regimiento de Granaderos, parte de la 346.ª División de Infantería, atacaron la posición del batallón al mediodía. Parecía ser solo un ataque de exploración, fácilmente combatido por la Compañía 'A'. Más tarde, el mismo día, los alemanes atacaron a las empresas 'A' y 'C'. Esta vez fueron repelidos por el fuego de ametralladoras Vickers y un contraataque del pelotón antitanques del batallón, con un grupo de ametralladoras ligeras Bren al mando del sargento mayor regimentario.

### 9 de junio

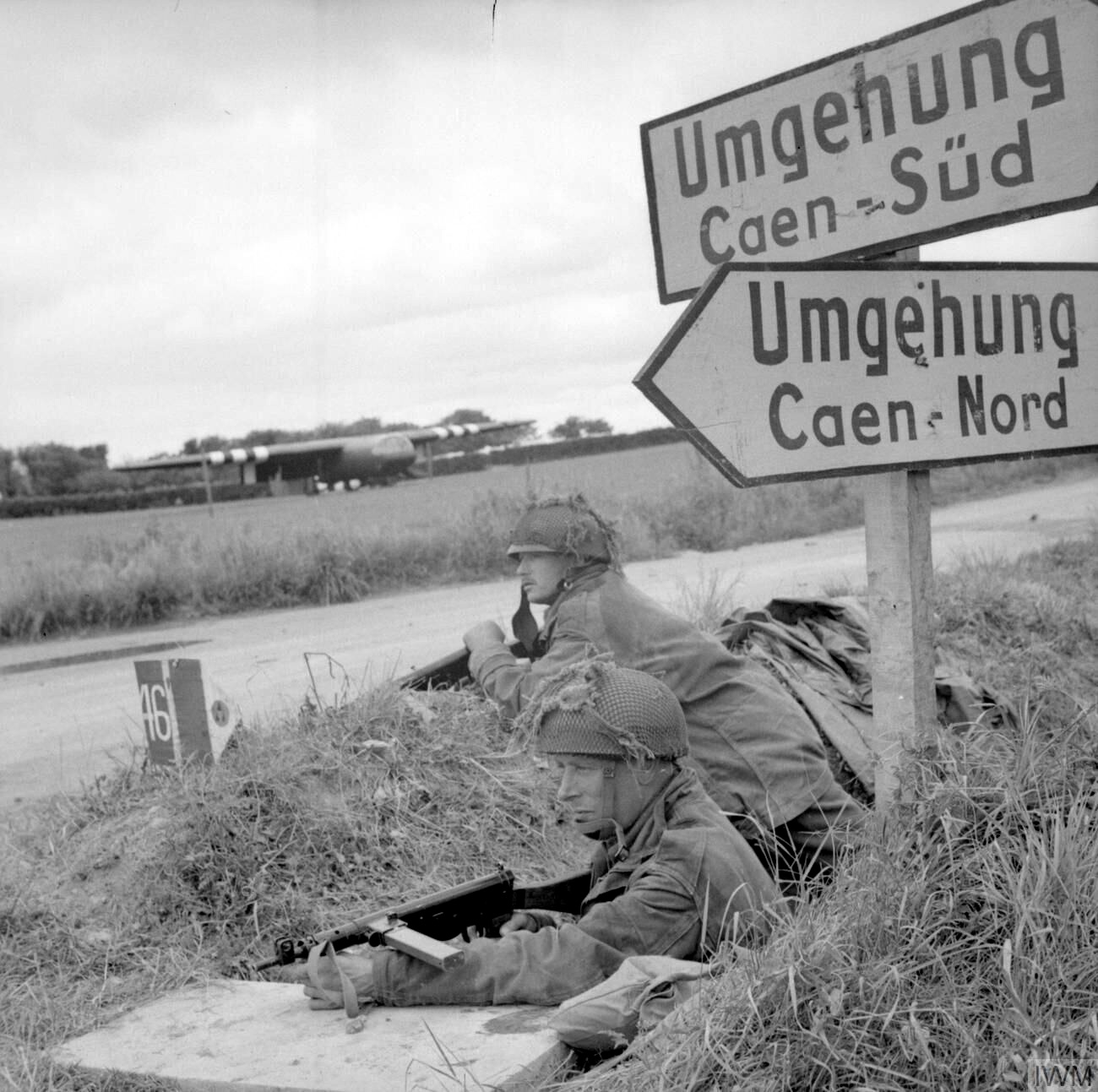
Dos soldados de la 6.ª División Aerotransportada colocan una trinchera junto a la carretera de Caen, en las afueras de Ranville

El siguiente ataque alemán fue en la madrugada del 9 de junio, cuando un pesado bombardeo de morteros alcanzó las posiciones del 9.º Batallón de Paracaidistas. Luego, las compañías 'A' y 'C' fueron atacadas simultáneamente. Después de sufrir muchas bajas, los alemanes se retiraron a los bosques que rodean el castillo, donde se reorganizaron y lanzaron otro ataque fallido una hora más tarde.
El Cuartel General de la Brigada fue atacado por una fuerza de alemanes que se habían infiltrado a través del bosque y el teniente coronel Terence Otway, oficial al mando del 9 ° Batallón de Paracaidistas, reunió a la Compañía 'C', su personal del cuartel general y un pequeño grupo armado con ametralladoras alemanas capturadas MG 42. Se acercaron a los alemanes por la retaguardia y los atraparon en un fuego cruzado, matando a diecinueve y capturando a uno. Esa tarde, dos pelotones de infantería atacaron a la Compañía 'A' pero fueron rechazados por un contraataque desde la posición de la Compañía 'C'.
A las 17:30, un vuelo de la Luftwaffe Focke-Wulf Fw 190 atacó la cabeza de puente de Orne, causando pocos daños. Poco después, los bombarderos Short Stirling de la Real Fuerza Aérea llegaron para llevar a cabo un lanzamiento de suministros en paracaídas para la división. En el lanzamiento del paracaídas se incluyeron cañones antitanque de 6 libras, que hasta entonces siempre habían sido entregados por planeador. Unos cuarenta y uno de los hombres desaparecidos del 9.º Batallón de Paracaidistas llegaron a su posición a las 21:00 horas, lo que elevó la dotación del batallón a unos 200 hombres.

### 10 de junio
Una patrulla de reconocimiento del 13.º Batallón de Paracaidistas informó de una gran concentración de alemanes en Bréville y sospechaba que un ataque era inminente. A las 08:00, cayó un bombardeo masivo de artillería y mortero a lo largo de las líneas de la 1.ª Brigada de Servicios Especiales, mientras que el 857.º Regimiento de Granaderos, que se había reunido en la aldea, atacaba al Comando N.º 6. A las 10:30, el ataque al Comando N.º 6 había sido repelido, pero a su izquierda en el Hauger del Comando N.º 4 tuvieron que ganar una pelea cuerpo a cuerpo antes de que los alemanes se retiraran. Dos veces más durante el día, los comandos fueron atacados sin éxito, desde Sallenelles en el norte y nuevamente desde Bréville.
A las 09:00, un batallón del 857.º Regimiento de Granaderos había cruzado la zona de salto y se había acercado a las posiciones de la 5.ª Brigada de Paracaidistas. Sus dos unidades de avanzada, el 7.º Batallón de Paracaidistas y el 13.º Batallón de Paracaidistas, mantuvieron el fuego hasta que los alemanes estuvieron a solo 46 metros de distancia. Los pocos supervivientes del ataque escaparon a los bosques cercanos.
A primeras horas del 10 de junio, otro grupo de treinta y un hombres llegó a la posición del 9.º Batallón de Paracaidistas. Estos y otros rezagados, que habían llegado durante la noche, aumentaron la fuerza del batallón a unos 270 hombres. A las 11:00 los alemanes atacaron de nuevo a la Compañía 'A', pero esta vez el ataque estuvo mal coordinado y fue fácilmente repelido. Poco después, el batallón mató a unos cincuenta alemanes, que habían comenzado a cavar defensas a la vista de la posición británica. Luego, la Compañía 'A' tendió una emboscada a una patrulla alemana, causando varias bajas. Esa tarde, una sólida fuerza de alemanes ocupó el castillo y lo utilizó como base para iniciar un asalto de infantería y artillería autopropulsada contra el batallón británico. Sin munición de mortero, los británicos tuvieron que usar sus PIAT y ametralladoras para detener el ataque.

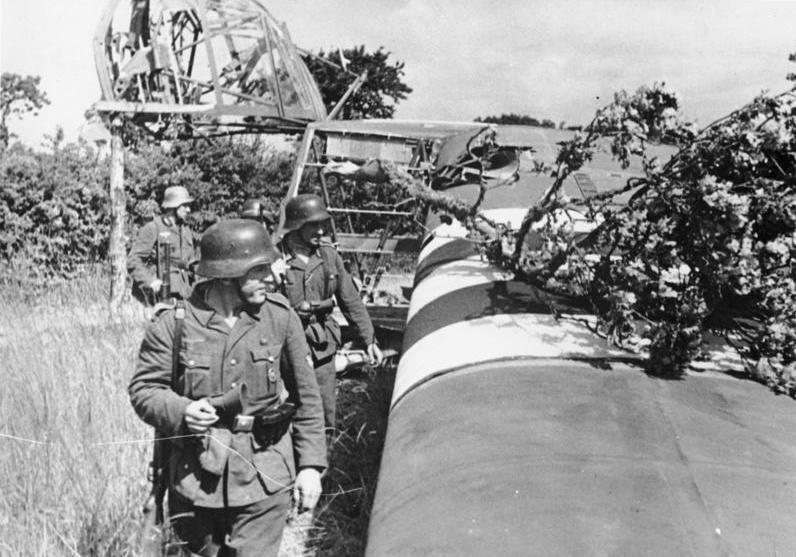
Patrulla alemana pasa junto a un planeador Waco Hadrian estrellado

El siguiente ataque alemán estaba en vigor, utilizando el 2.º Batallón, el 857.º Regimiento de Granaderos, los batallones 1.º y 2.º del 858.º Regimiento de Granaderos y varias compañías del 744.º Regimiento de Granaderos con apoyo de tanques y vehículos blindados. Intentaron forzar una brecha en las líneas británicas entre los comandos y la 3.ª Brigada de Paracaidistas para llegar a Ranville.
Dos compañías de infantería atacaron la posición del 9.º Batallón de Paracaidistas de la Compañía 'B'. Este asalto fue más decidido, incluso el apoyo de artillería navales de los cañones de 150 mm del HMS Arethusa no detuvo el ataque. Cuando llegaron a la posición británica, se produjo un combate cuerpo a cuerpo, durante el cual la mayoría de los alemanes murieron. Uno de los prisioneros capturados fue el comandante del 2.º Batallón del 857.º Regimiento de Granaderos, quien informó a sus captores que «su regimiento había sido destruido en la lucha contra la división aerotransportada». El resto del asalto alemán chocó contra el 1.º Batallón de Paracaidistas canadiense, y fue detenido por un bombardeo de artillería; dos ataques posteriores sobre ellos sufrieron la misma suerte. Más tarde, a las 23:00 horas, el 9.º Batallón de Paracaidistas de la compañía 'C' se abrió camino y ocupó el castillo, y combatió varios pequeños ataques durante la noche.
Con sus dos brigadas de paracaidistas y la brigada de comando fuertemente comprometida, el mayor general Richard Gale se puso en contacto con el I Cuerpo para obtener apoyo blindado. Había decidido despejar el bosque de Le Mariquet de alemanes. El objetivo fue dado al 7.º Batallón de Paracaidistas y al Escuadrón 'B' de los 13.º y 18.º Húsares Reales. Los tanques avanzarían sobre campo abierto, siendo su única cobertura planeadores estrellados. Mientras tanto, las compañías 'A' y 'B' despejarían el bosque. En la lucha, las únicas bajas británicas fueron diez heridos en el batallón de paracaidistas, pero ocho hombres de los húsares murieron, cuatro tanques Sherman y dos Stuart fueron destruidos. Los alemanes del 857.º Regimiento de Granaderos, tuvieron veinte muertos y 100 hombres se rindieron, y fueron expulsados del bosque.
Los ataques alemanes convencieron al teniente general John Crocker, comandante del I Cuerpo, de reforzar la 6.ª División Aerotransportada, y se ordenó a la 51.ª División de Infantería (Highland) que se apoderara del sector sur de la cabeza de puente de Orne. Al mismo tiempo, el 5.º Batallón de la Black Watch se incorporó a la 3.ª Brigada de Paracaidistas. Se informó a la Black Watch que se preparara para un asalto para capturar Bréville y se formó en la retaguardia del 9.º Batallón de Paracaidistas, listo para comenzar su ataque al día siguiente.

### 11 de junio
La Black Watch atacaría Bréville desde el suroeste, pero antes del ataque envió una compañía para hacerse cargo de la defensa del Château. A las 04:30 a. m. apoyado por los cañones y morteros de las divisiones aerotransportadas y serranas se inició el ataque. Para llegar a Bréville, el batallón tuvo que cruzar 230 m de terreno abierto, y cuando se acercaron al pueblo, la artillería británica cesó el fuego. Los alemanes luego abrieron fuego con su artillería, morteros y ametralladoras. Una compañía fue completamente aniquilada por el fuego de las ametralladoras alemanas mientras avanzaba sobre campo abierto. Frente a un fuego concentrado tan intenso, el batallón sufrió 200 bajas y el ataque fue rechazado. Los supervivientes se retiraron al Château, pero fueron inmediatamente contraatacados por el 3.º Batallón del 858.º Regimiento de Infantería, que sufrieron numerosas bajas.
Esa tarde, tres tropas de tanques de los 13.º y 18.º Húsares Reales fueron enviados para reforzar la Guardia Negra, pero apenas habían comenzado a moverse hacia el Castillo cuando tres tanques fueron destruidos por cañones autopropulsados alemanes ocultos. Los otros tanques se retiraron al no poder desplegarse en el terreno boscoso alrededor del castillo. El resto del día y la noche transcurrieron sin otro ataque, pero los alemanes enviaron patrullas de reconocimiento para establecer la ubicación exacta de las posiciones británicas y se pudo escuchar a los vehículos blindados alemanes moverse hacia el frente durante la noche.

### 12 de junio

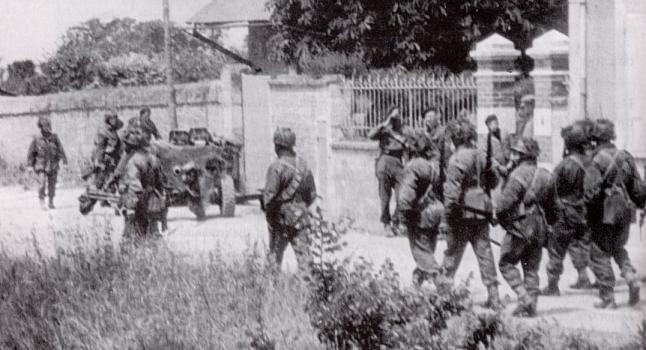
Hombres del 9.º Batallón de Paracaidistas en Amfreville, al oeste de Bréville

Al mediodía del 12 de junio, toda la posición de la 3.ª Brigada de Paracaidistas fue objeto de fuego de artillería y morteros antes de un gran ataque programado para comenzar a las 15:00. Un batallón alemán atacó al 1.º Batallón de Paracaidistas canadiense, otro apoyado por seis tanques y cañones autopropulsados atacó al 9.º Batallón de Paracaidistas y a la 5.º Black Watch. La batalla por el Château le costó a la Black Watch nueve Bren Gun Carriers y destruyó todos sus cañones antitanques. Incapaces de resistir, se vieron obligados a retroceder hasta el Bois de Mont, uniéndose al 9.º Batallón de Paracaidistas, que estaba siendo atacado por los vehículos blindados alemanes. Un tanque frente a la Compañía 'B' fue alcanzado por dos rondas de PIAT, pero permaneció en acción. El tanque destruyó dos de los postes de ametralladoras de la compañía 'B', cuando fue alcanzado por un tercer proyectil antitanque y se retiró. El ataque mató o hirió a los últimos hombres en el Pelotón de Ametralladoras y el Pelotón Antitanques se redujo a un destacamento PIAT. La infantería alemana estaba en peligro de sobrepasar al batallón, cuando Otway se puso en contacto con el cuartel general de la brigada, informándoles que no podían aguantar mucho más. El brigadier James Hill dirigió personalmente un contraataque de cuarenta hombres del batallón canadiense que ahuyentó a los alemanes. A las 20:00 horas, la zona defendida por los dos batallones había sido despejada de toda oposición y se había restablecido la línea del frente.

### Ataque nocturno
Gale concluyó que para aliviar la presión sobre la división, tenía que tomar Bréville. Las únicas unidades disponibles para el ataque eran la reserva de la división, que consistía en el 12.º Batallón de Paracaidistas (350 hombres), y el 12.º Batallón del Regimiento de Devonshire de la Compañía 'D' (ochenta y seis hombres). Otra unidad, la 22.ª Compañía Independiente de Paracaidistas, los pioneros de la división, debían estar atentos y responder a cualquier contraataque alemán. Para proporcionar apoyo de artillería, Gale recibió un escuadrón de tanques de los 13.º y 18.º húsares reales, tres regimientos de artillería de campaña armados con cañones de 25 libras, un regimiento de artillería medio de cañones de 5,5 pulgadas y la propia artillería de la división del 53.º Regimiento Ligero Aerotransportado (Worcester Yeomanry). El ataque a Bréville comenzaría a las 22:00, programado para coger a los alemanes cansados y desprevenidos tras los días de lucha. La línea de salida estaba en las afueras de Amfreville, que ya había sido asegurada por el Comando N.º 6.
El teniente coronel Johnny Johnson del 12.º Batallón de Paracaidistas estaba al mando del asalto. Decidió que su propia Compañía 'C' aseguraría el primer cruce de caminos, la compañía de Devonshire luego despejaría el norte del pueblo. Al mismo tiempo, la Compañía 'A' avanzaría a través de la Compañía 'C' y aseguraría el sureste. En la retaguardia estaría la Compañía 'B', el batallón de reserva. El ataque tuvo que cruzar 370 m de terreno abierto para llegar al pueblo, para apoyar el asalto y destruir una posición alemana a 180 m de la línea de salida, una tropa de tanques Sherman los acompañaría.

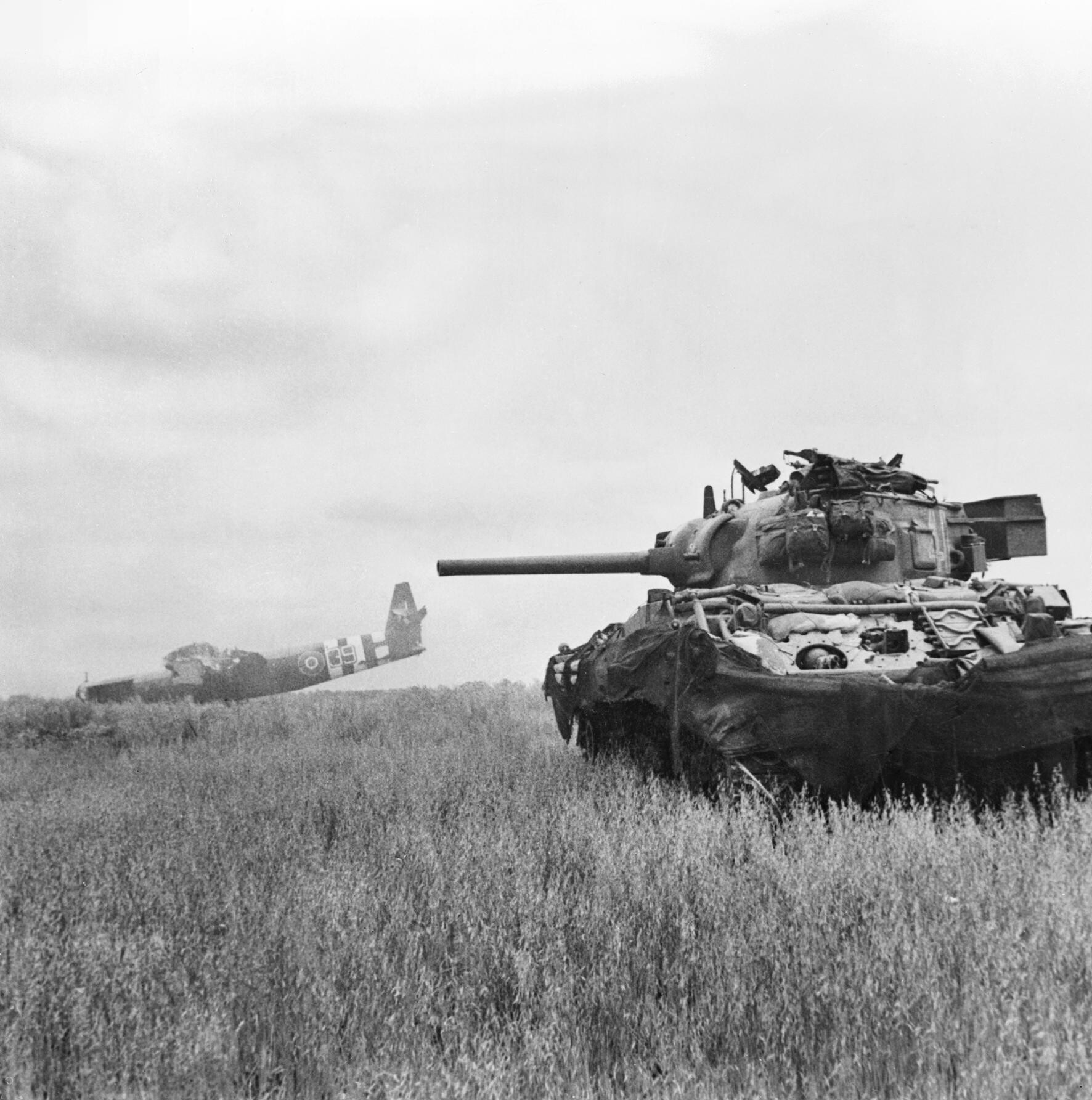
Tanque Sherman de los 13.º/18.º Húsares Reales apoyando a la división, con un planeador Horsa al fondo

A las 21:50 la artillería británica abrió fuego y los alemanes respondieron con su propia artillería y morteros que obligaron a la mayoría de los británicos a ponerse a cubierto, durante los siguientes quince minutos, hasta que una pausa en el fuego alemán les permitió continuar. En la cabeza 'C', la Compañía había cruzado la línea de salida a las 22:00, sin embargo, todos sus oficiales y el sargento mayor de compañía (CSM) se convirtieron en víctimas y el suboficial de rango más alto, Edmund (Eddie) Warren, tomó el mando de la compañía. Continuaron avanzando a través del bombardeo de artillería y morteros, guiados hacia su objetivo por las rondas trazadoras de los tanques de los Húsares. Repetidamente golpeado por la artillería y los tanques, Bréville estaba en llamas cuando los quince supervivientes de la compañía llegaron a la aldea.
La Compañía 'A' del batallón sufrió un destino similar, el oficial al mando resultó herido al cruzar la línea de salida y, al mismo tiempo, todos los miembros del 2.º Pelotón resultaron muertos o heridos. El CSM asumió el mando de la compañía, pero murió cuando llegaron a Bréville. La segunda al mando de la compañía que había estado en la retaguardia, llegó a la aldea y descubrió que al 3.º Pelotón solo le quedaban nueve hombres, pero habían logrado despejar el castillo del pueblo y el 1.º Pelotón había depejado el terreno.
La compañía de Devonshire se dirigía hacia Amfreville cuando una bala de artillería aterrizó entre ellos hiriendo a varios hombres. Mientras cruzaban la línea de salida, otro proyectil aterrizó cerca matando a Johnson, al comandante de su compañía, el mayor Bampfylde e hiriendo a los brigadistas Lord Lovat de la brigada de comando y Hugh Kindersley de la brigada de aterrizaje aéreo, que estaban observando el ataque. El coronel Reginald Parker, subcomandante de la brigada de aterrizaje aéreo y ex comandante del 12.º Batallón de Paracaidistas, había sido herido por el mismo proyectil, pero se adelantó para hacerse cargo del ataque.
A las 22:45 el cruce de caminos había sido asegurado por lo que quedaba de la Compañía 'C', los dieciocho sobrevivientes de la Compañía 'A' se encontraban entre los edificios del sureste de Bréville. En el noreste de la aldea, los veinte supervivientes de la compañía de Devonshire habían capturado su objetivo. El bombardeo había cesado cuando la Compañía "B" llegó al pueblo sin oposición y ocupó trincheras alemanas abandonadas junto a la iglesia. Por temor a un contraataque alemán contra su debilitado batallón, Parker ordenó un bombardeo de artillería defensiva. Sin embargo, hubo un malentendido cuando la orden llegó a la artillería y un fuerte bombardeo aterrizó en las posiciones británicas en la aldea, causando varias bajas, entre ellas tres de los oficiales supervivientes.
A las 02:00 del 13 de junio, el escuadrón 13.º/18.º Húsares Reales llegó a la posición de la Compañía 'C' en el cruce de caminos, seguido más tarde por cincuenta y un hombres de la 22.ª Compañía Independiente de Paracaidistas. Bréville estaba ahora nuevamente bajo control británico por tercera vez desde los desembarcos del 6 de junio. Pero no en los números para defenderse de un contraataque alemán, por lo que el 1.º Batallón de Fusileros Reales de Úlster, parte de la 6.ª Brigada de Aterotransportada, se trasladó a la aldea para hacerse cargo de los supervivientes del ataque.

## Resultado

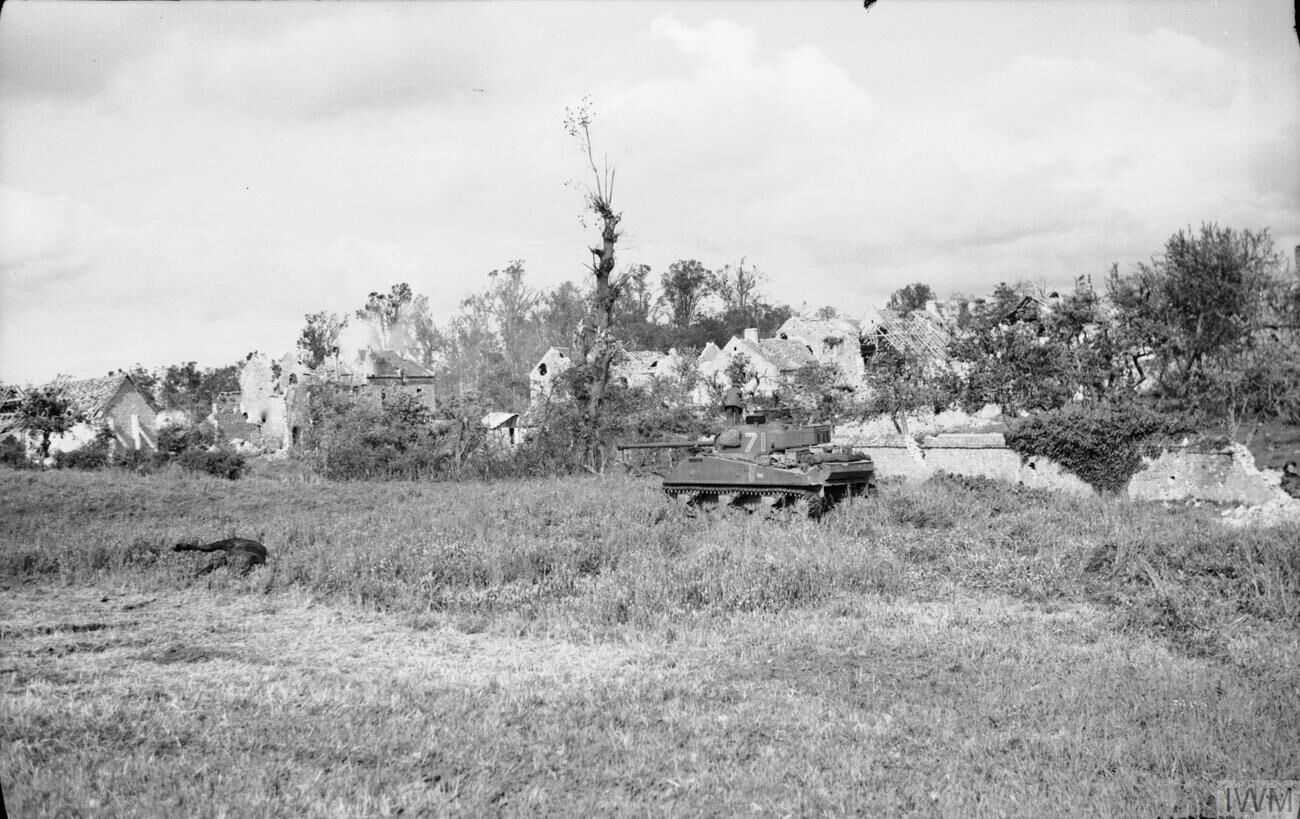
Sherman Firefly en las afueras del pueblo después de la batalla.

El ataque final había costado 126 muertos al 12.º Batallón de Paracaidistas, y dejó a sus tres compañías de fusileros con sólo treinta y cinco hombres entre ellos. La duodécima compañía de Devonshire tuvo otros treinta y seis muertos. Entre las bajas, se encontraban todos los oficiales o suboficiales mayores, que habían resultado muertos o heridos. Los defensores alemanes del 3.º Batallón del 858.º Regimiento de Granaderos contaban con 564 hombres antes del asalto británico, cuando la aldea fue capturada, solo quedaban 146 de ellos.
Sin embargo, el flanco izquierdo de la zona de invasión ahora estaba seguro. El 13 de junio, la 51.ª División de Infantería (Highland) asumió la responsabilidad del sector sur de la cabeza de puente de Orne, liberando a la 6.ª Brigada Aerotransportada para fortalecer la posición de la 6.ª División Aerotransportada a lo largo de la línea de la colina. Los siguientes dos meses fueron un período de guerra estática, hasta el 17 de agosto, cuando la división cruzó el río Dives y avanzó hacia el norte a lo largo de la costa francesa. El 26 de agosto habían llegado a Honfleur en la desembocadura del río Sena, capturando a más de mil prisioneros y liberando 1000 kilómetros cuadrados de Francia.
Desde entonces se ha afirmado que la batalla de Bréville fue «una de las batallas más importantes de la invasión». Si la división hubiera perdido la batalla, los alemanes habrían estado en condiciones de atacar las playas del desembarco. Pero después de la batalla, los alemanes no volvieron a intentar un ataque serio a la división. Por su logro, Breville fue uno de los seis honores de batalla otorgados al Regimiento de Paracaidistas por la Campaña de Normandía.